# Molgula pyriformis
Molgula pyriformis is een zakpijpensoort uit de familie van de Molgulidae. De wetenschappelijke naam van de soort is voor het eerst geldig gepubliceerd in 1881 door Herdman.